# High Court of Sikkim
Der High Court of Sikkim (Hindi und Nepali सिक्किम उच्च अदालत) ist das oberste Gericht von Sikkim, dem kleinsten Bundesstaat Indiens. Es hat seinen Sitz in der Stadt Gangtok, der Hauptstadt Sikkims.

## Geschichte
Der High Court wurde 1975, mit der Inkorporierung Sikkims als 22. Bundesstaat in die Indische Union eingerichtet. Vor 1975 war Sikkim eine absolute Monarchie gewesen und der König (Chogyal) war die Quelle des Rechts. Es gab keine von der Exekutive unabhängige Rechtsprechung und Recht wurde nach den Grundsätzen der empfundenen Gerechtigkeit, Billigkeit und Verhältnismäßigkeit gesprochen. Rechtsanwälte waren bei den Gerichten nicht zugelassen. Die Rechtsprechung auf den unteren Ebenen geschah traditionell durch feudale Landbesitzer (Adda-Gerichte), Jongpons (Distriktverwalter), Pipons (Dorfvorsteher) und Mandals (Gemeindeobere). Im 20. Jahrhundert wurden erste Reformen vorgenommen, um das Rechtssystem an westliche Verhältnisse, konkret an das in Britisch-Indien geltende Recht nach britischem Muster (Common Law) anzunähern. Die Adda-Gerichte wurden 1949 abgeschafft und eine hierarchische Gerichtsorganisation mit Rechtsbezirken eingerichtet. 1955 wurde ein oberstes Gericht eingerichtet, jedoch behielt der König umfangreiche Prärogativen und konnte nach eigenem Ermessen Sondergerichte einsetzen.
Diese Verhältnisse änderten sich nach der Annexion Sikkims durch Indien und der Abschaffung der Monarchie. Mit dem 36. Verfassungszusatz zur indischen Verfassung (The Constitution (Thirty-Sixth Amendment) Act, 1975), der am 16. Mai 1975 in Kraft trat, wurde Sikkim ein vollgültiger Bundesstaat Indiens und der bisherige oberste Gerichtshof erhielt den Status eines High Courts. Zum Sitz des High Courts wurde Gangtok, das administrative Zentrum Sikkims bestimmt. In den folgenden Jahren wurde das Rechtssystem Sikkims an das des übrigen Indien angepasst, sofern das nicht schon in den Jahren vor 1975 geschehen war.
Da Sikkim kaum mehr Einwohner hat, als ein durchschnittlicher Distrikt in den großen indischen Flächenstaaten (beispielsweise hatte Uttar Pradesh mit Stand 2020 75 Distrikte), ist der High Court of Sikkim das kleinste aller indischen Obergerichte. Das Gericht ist mit drei Richtern besetzt. Bezogen auf die Bevölkerungszahl ist dies jedoch eine gute Besetzung, so dass der High Court of Sikkim für seine zügige Abarbeitung von Fällen bekannt ist.
Im ehemaligen Bungalow des obersten Richters des High Court of Sikkim in Gangtok befindet sich ein kleines Museum, das High Court of Sikkim Museum  (हाय कोर्ट ऑफ सिक्किम म्युझियम, ). Das Museum wurde am 8. Dezember 2017 eröffnet.